# Chapelle du Petit Séminaire de Nice
La chapelle du petit séminaire de Nice ou chapelle Notre-Dame-de-l'Immaculée-Conception est un édifice catholique situé à Nice, dans le quartier du mont Boron.

## Historique
Les travaux de construction commencent en 1880 sous l'impulsion de l'évêque de Nice Mathieu Victor Balaïn afin de pouvoir accueillir tous les élèves du petit séminaire de Nice. La chapelle est consacrée en 1891. Elle est de style néo-romano-byzantin historiciste.